# 香蕉天堂
《香蕉天堂》刻劃外省人漂移定居臺灣的電影作品。臺灣導演王童藉主人翁門栓的遭遇，描述外省平民離開原鄉、流離臺灣的生活，為「臺灣近代三部曲」之第二部曲（另兩部為稻草人及無言的山丘）。

## 概述
故事劇情描寫國民政府士官兵們撤守到台灣的處境，經由極盡荒謬的奇特遭遇，探討對省籍認同的身份與問題，傳達對白色恐怖的批判與自省。

## 劇情簡介
在國共內戰尾聲的1949年，憨厚的良家子弟門栓前去投靠在擔任伙房兵的同鄉李得勝，李讓門栓頂替了戰死士兵左富貴的身份加入軍隊，也幫自己弄了個柳金元的名字。兩人懵懵懂懂的隨軍撤到聽聞盛產香蕉的台灣，成了軍隊文宣隊隊員，不料卻因為冒用的名字而被懷疑是中國共產黨間諜。李得勝先遭逮捕，門栓害怕受牽連逃兵，途中遇到月香母子。月香的丈夫李麒麟病重身亡，為了照顧她們母子，門栓頂替了她丈夫，用死者北平輔仁大學英文系的畢業證書找到工作。教育程度不高的門閂冒充英文高材生弄得是險象環生，還被藝工隊的同袍認出，只得靠改名後轉調單位的老大哥李德勝介紹，暫時在一戶蕉農家覓得落腳處。但得勝因刑求之故精神狀況時好時壞，某日發狂驚動部隊，連帶導致門閂的逃兵身分曝光，九死一生。後來門閂用李麒麟的身分考上公職，生活才趨穩定，與月香共同生活照料孩子與發瘋的得勝，吃苦耐勞無怨無尤。四十年過去，中國國民黨允許人民到大陸探親。月香的兒子到山東找到祖父，並將祖父接到香港，他在港打長途電話，要父母到香港與祖父一敘家常。門栓驚慌，怕四十年的秘密被識破，急忙要月香回憶與公公在一起的往事。誰知月香也是冒牌貨。原來，她是在紛亂中被輔仁大學英文系的學生救出來的，這個學生的妻子剛去世，留下個嬰兒，他本人又抱病在身，月香便和他同行，以作照顧。學生死後，把畢業證書留給了月香 。門栓與月香抱在一起哭訴自己不幸的遭遇，但還是強忍著內心的悲痛，硬著頭皮去與“父子”相見。分隔四十年的“父子”開始對話，電話兩頭雖為陌路人，但卻有著共通的離散辛酸；門栓聽到李父說到母親過世的消息，已分不清談的是誰的父母，泣不成聲...

## 人物角色
| 角色名稱 | 演員              | 備註                     |
| -------- | ----------------- | ------------------------ |
| 門閂     | 鈕承澤 李昆(老年) |                          |
| 左富貴   | 鈕承澤 李昆(老年) | 門閂的新身份             |
| 李麒麟   | 鈕承澤 李昆(老年) | 門閂的新身份，冒名       |
| 李得勝   | 張世              |                          |
| 柳金元   | 張世              | 李得勝的新身份           |
| 李傳孝   | 張世              | 李得勝的新身份           |
| 阿祥     | 方龍              | 香蕉嫂的丈夫             |
| 香蕉嫂   | 文英              | 阿祥的妻子               |
| 阿珍     |                   | 阿祥的女兒               |
| 月香     | 曾慶瑜            | 李麒麟的妻子(假身份)     |
| 李耀華   |                   | 李麒麟的兒子             |
| 淑華     |                   | 李耀華的妻子             |
| 劉小姐   | 李欣              | 李麒麟的同事             |
| 武則天   | 丁也恬            | 藝工團女演員，劉小姐乾姐 |

## 獎項
第26届金馬獎 (1989年)
| 獎項         | 入圍者           | 結果 |
| ------------ | ---------------- | ---- |
| 最佳劇情片   | 中影股份有限公司 | 提名 |
| 最佳男主角   | 鈕承澤           | 提名 |
| 最佳男配角   | 張世             | 獲獎 |
| 最佳原著劇本 | 王小棣、宋紘     | 提名 |
| 最佳服裝設計 | 李寶琳、王童     | 提名 |
| 最佳錄音     | 忻江盛、胡定一   | 提名 |

## 備註
1. ↑  臺灣電影節在芝加哥登場 （页面存档备份，存于），〈大紀元時報〉

## 外部連結
- 開眼電影網上《香蕉天堂》的資料（繁體中文）
- 香港影庫上《香蕉天堂》的資料（繁體中文）
- 时光网上《香蕉天堂》的資料（简体中文）
- 豆瓣电影上《香蕉天堂》的資料 （简体中文）
- 互联网电影数据库（IMDb）上《香蕉天堂》的资料（英文）
- 香蕉天堂（Banana Paradise），〈台灣電影資料庫〉